# Bande d'arrêt
Pour les articles homonymes, voir bande.

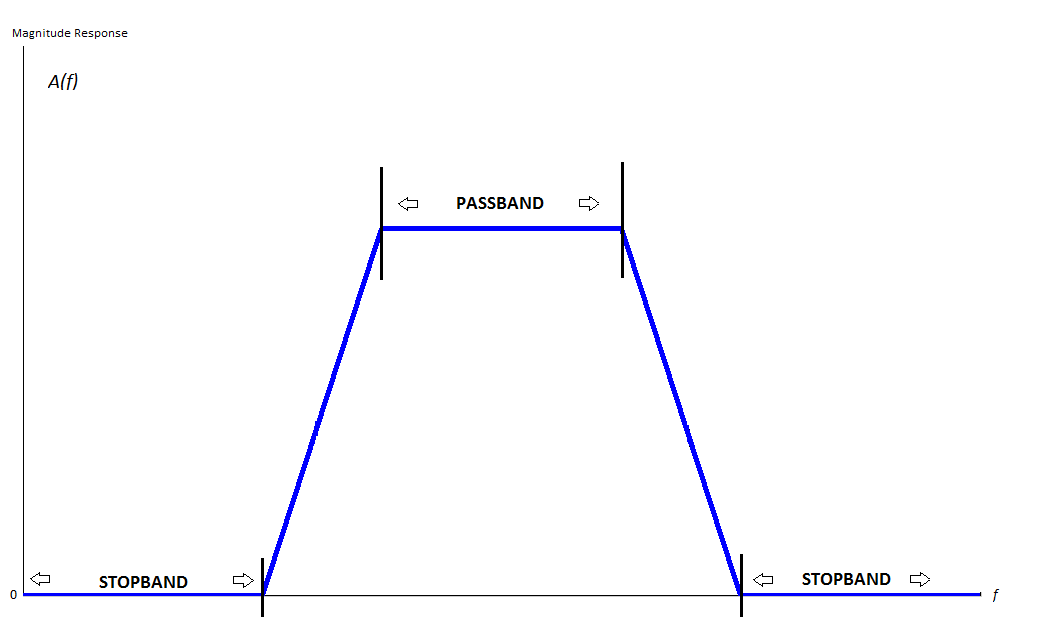
Réponse en fréquence d'un exemple de filtre passe-bande. Les fréquences entre une bande d'arrêt et une bande passante définissent la bande de transition.

Une bande d'arrêt est une bande de fréquences, entre des limites spécifiées, à travers laquelle un circuit, tel qu'un filtre ou un circuit téléphonique, ne permet pas aux signaux de passer, ou l'atténuation est supérieure au niveau d'atténuation requis de la bande d'arrêt. Selon l'application, l'atténuation requise dans la bande d'arrêt peut généralement être une valeur comprise entre 20 et 120 dB de plus que l'atténuation nominale de la bande passante, qui est souvent de 0 dB.
Les "fréquences limites" inférieure et supérieure, également appelées fréquences de coupure de la bande d'arrêt inférieure et supérieure, sont les fréquences où la bande d'arrêt et les bandes de transition (en) se rencontrent dans les spécifications d'un filtre.
La bande d'arrêt d'un filtre passe-bas est constituée des fréquences allant de la fréquence de coupure de la bande d'arrêt (qui est supérieure à la fréquence de coupure à −3 dB de la bande passante) jusqu'à la fréquence infinie.
La bande d'arrêt d'un filtre passe-haut est constituée des fréquences comprises entre 0 hertz et la fréquence de coupure de la bande d'arrêt (inférieure à la fréquence de coupure de la bande passante).
Un filtre passe-bande possède deux bandes d'arrêt, spécifiées par deux fréquences de coupure non nulles et non infinies, au-delà desquelles le signal est suffisamment atténué pour être négligeable, tandis que la bande passante est celle où le signal est suffisamment peu atténué pour une utilisation normale. L'écart entre les limites des bandes d'arrêt et celles de la bande passante diminue quand le facteur de qualité augmente.
Un filtre coupe-bande, au contraire, n'a qu'une bande d'arrêt, dans les limites de laquelle le signal est atténué.